# Бодров Андрій Васильович
Андрій Васильович Бодров (1895, місто Орєхово-Зуєво Московської губернії, тепер Російська Федерація — розстріляний 27 липня 1941, полігон «Комунарка» біля Москви) — радянський залізничник, начальник Одеської та Південно-Уральської залізниць.

## Життєпис
Народився в родині робітників Морозовської мануфактури. Закінчив початкову школу і технічне училище. У 1915 році почав працювати мотальником шпуль і фарбувальником на текстильній фабриці Морозова в Орєхово-Зуєво.
Член РКП(б).
Учасник громадянської війни в Росії. Служив у робітничо-селянській Червоній армії на політичній роботі. Був комісаром 2-го Московського кавалерійського полку, а потім комісаром окремої вогневої бригади 11-ї армії, що в 1922 році захопила місто Баку.
З 1924 року — начальник відділу транспортних і промислових підприємств Азербайджанської ради професійних спілок.
З 1928 по 1929 рік керував трестом «Юговостранс» в місті Армавірі, трестом «Автопромпуть» в місті Краснодарі, акціонерним товариством «Транспорт» в місті Сочі.
У 1929 році обраний членом президії виконавчого комітету Московської окружної ради і одночасно виконував обов'язки завідувача організаційного відділу Московського окрвиконкому.
У 1929—1934 роках — студент Московського інституту інженерів транспорту, інженер шляхів сполучення з експлуатації залізниць.
З січня 1934 по травень 1935 року працював ревізором руху на Московсько-Балтійській залізниці. З травня 1935 по червень 1936 року — ревізор руху і диспетчер Головного управління Народного комісаріату шляхів сполучення СССР.
У червні — жовтні 1936 року — заступник начальника Південно-Уральської залізниці.
5 жовтня 1936 — 21 травня 1938 року — начальник Південно-Уральської залізниці.
З травня 1938 року — начальник Одеської залізниці.
23 листопада 1939 року заарештований органами НКВС і засуджений на 10 років виправно-трудових таборів без права листування. 5 липня 1941 року засуджений до страти, 27 липня 1941 року розстріляний на полігоні «Комунарка» біля Москви.
Посмертно реабілітований в жовтні 1957 року. 

## Нагороди
- орден Червоного Прапора
- орден Трудового Червоного Прапора
- звання «Почесний залізничник»